# Gyrophaena williamsi
Gyrophaena williamsi är en skalbaggsart som beskrevs av Embrik Strand 1935. Gyrophaena williamsi ingår i släktet Gyrophaena, och familjen kortvingar. Arten är reproducerande i Sverige.